# Le Cardonnois
Le Cardonnois is een gemeente in het Franse departement Somme (regio Hauts-de-France) en telt 97 inwoners (2009). De plaats maakt deel uit van het arrondissement Montdidier.

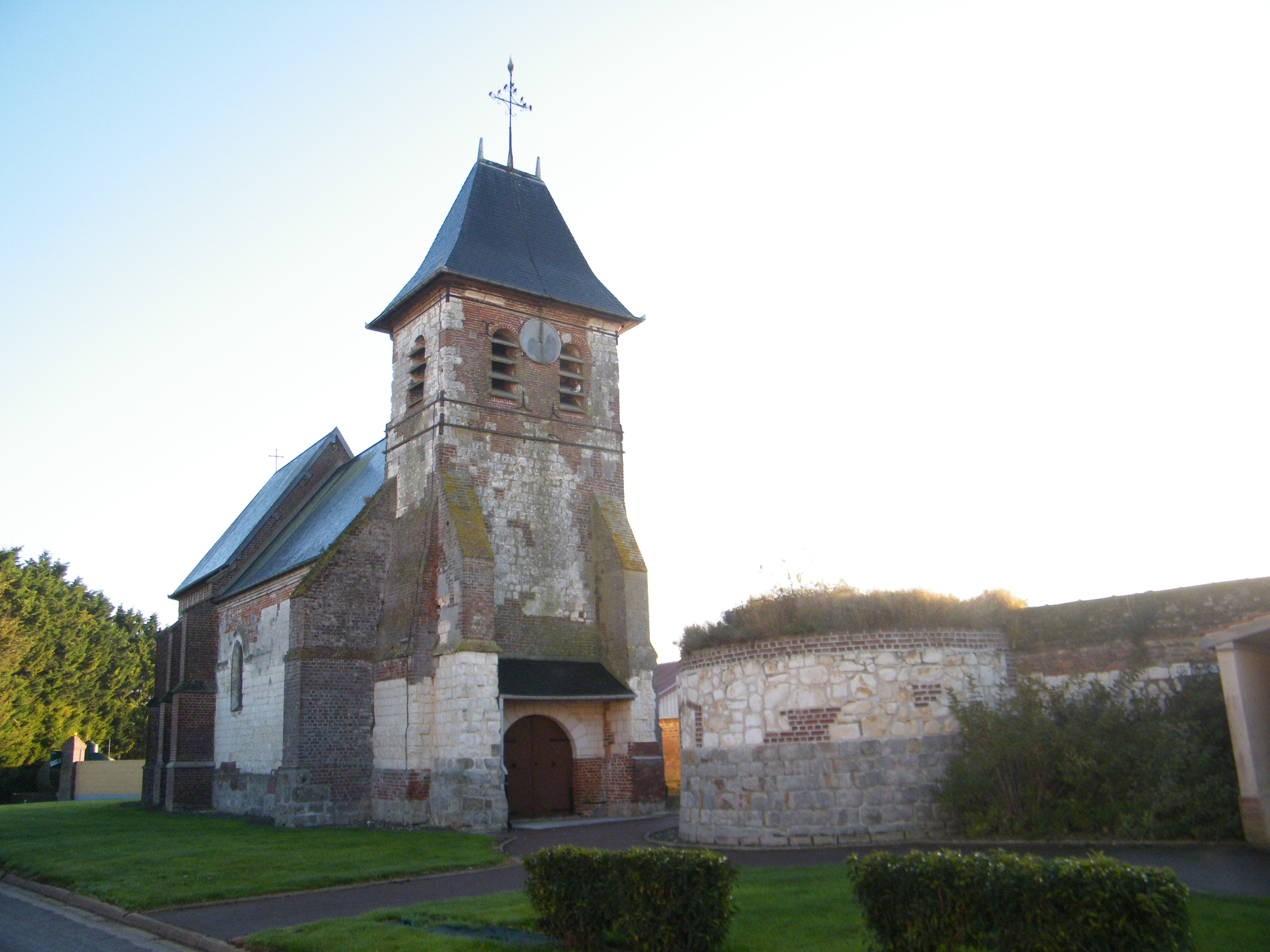
Kerk in Le Cardonnois
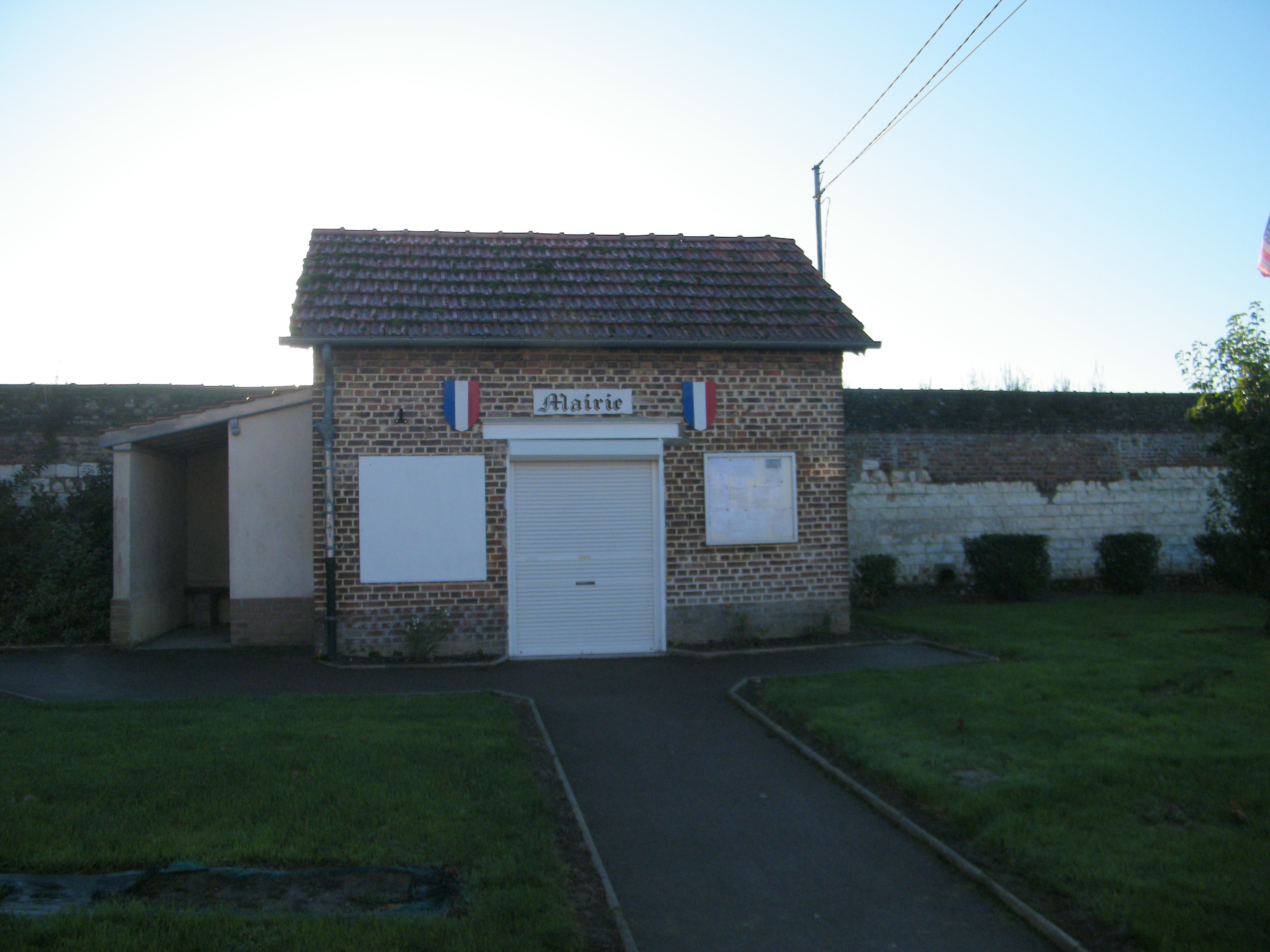
Gemeentehuis

## Geografie
De oppervlakte van Le Cardonnois bedraagt 2,4 km², de bevolkingsdichtheid is dus 40,4 inwoners per km².
De onderstaande kaart toont de ligging van Le Cardonnois met de belangrijkste infrastructuur en aangrenzende gemeenten.

## Demografie
Onderstaande figuur toont het verloop van het inwonertal (bron: INSEE-tellingen).